# GRAND PRINCESS '22
『GRAND PRINCESS '22』（グランドプリンセス・トゥートゥー）は、日本の女子プロレス団体東京女子プロレスが両国国技館で行った興行。

## 概要
東京女子プロレスの両国国技館初進出となる興行。

## 試合
| オープニングマッチ 20分一本勝負 長野じゅりあデビュー戦             |                                           |                                                    |
| 〇鈴芽 遠藤有栖                                                    | 9分43秒 リングアベル→片エビ固め           | 長野じゅりあ 宮本もか●                             |
| 第二試合 20分一本勝負 東京女子プロレスvsガンバレ☆プロレス          |                                           |                                                    |
| 角田奈穂 ●桐生真弥 猫はるな 鳥喰かや                               | 12分19秒 ラリアット→片エビ固め            | まなせゆうな〇 春日萌花 HARUKAZE YuuRI             |
| 第三試合 15分一本勝負 エニウェアフォールマッチ                     |                                           |                                                    |
| ●高木三四郎                                                        | 12分0秒 アイアムアヒーロー→体固め         | ハイパーミサヲ〇 with のの子、MIZUHO、ミウラアカネ |
| 第四試合 15分一本勝負 シングルマッチ                               |                                           |                                                    |
| ●上福ゆき                                                          | 9分37秒 ムーンサルト・プレス→片エビ固め   | 朱崇花〇                                           |
| 第五試合 15分一本勝負 シングルマッチ                               |                                           |                                                    |
| ●天満のどか                                                        | 9分23秒 UBV→片エビ固め                    | 愛野ユキ〇                                         |
| 2人の入場テーマ「BAKURETSU POWER」をangelaが生演奏でカバー。       |                                           |                                                    |
| 第六試合 20分一本勝負 8人タッグマッチ                              |                                           |                                                    |
| 〇沙希様 メイ・サン＝ミッシェル マーサ ユキオ・サン＝ローラン      | 10分51秒 アカデミー賞→片エビ固め          | 小橋マリカ● らく 原宿ぽむ ラム会長                 |
| 第七試合 20分一本勝負 スペシャルシングルマッチ                     |                                           |                                                    |
| 〇志田光                                                           | 8分46秒 ファルコンアロー→片エビ固め       | 乃蒼ヒカリ●                                        |
| 第八試合 30分一本勝負 インターナショナル・プリンセス王座選手権試合 |                                           |                                                    |
| 〇伊藤麻希 （第7代王者）                                           | 16分14秒 伊藤デラックス                   | 荒井優希● （挑戦者）                               |
| 第7代王者が2度目の防衛に成功。                                     |                                           |                                                    |
| セミファイナル 30分一本勝負 プリンセスタッグ選手権試合             |                                           |                                                    |
| 〇坂崎ユカ 瑞希 （第9代王者組）                                    | 17分2秒 魔法少女にわとり野郎→片エビ固め   | 辰巳リカ● 渡辺未詩 （挑戦者組）                    |
| 第9代王者組が2度目の防衛に成功。                                   |                                           |                                                    |
| メインイベント 30分一本勝負 プリンセス・オブ・プリンセス選手権試合 |                                           |                                                    |
| ●山下実優 （第9代王者）                                            | 19分4秒 ダイビング・セントーン→片エビ固め | 中島翔子〇 （挑戦者）                              |
| 第9代王者が5度目の防衛に失敗。中島が第10代王者となる。             |                                           |                                                    |